# Ortigueira (Paraná)
Ortigueira ist ein brasilianisches Munizip im Bundesstaat Paraná. Es hat 24.192 Einwohner (2022), die sich Ortigueirenser nennen. Seine Fläche beträgt 2.430 km². Es liegt 785 Meter über dem Meeresspiegel.

## Etymologie
Der Name der Gemeinde geht auf die in der Region in großer Zahl vorkommenden Brennnesseln (portugiesisch: Urtigas) zurück. Ursprünglich wurde der Ort ab Beginn des 20. Jahrhunderts Lajeado Bonito und ab 1938 Queimadas genannt. Mit der Erhebung zum Distrikt von Tibagí wurde Name 1943 in Ortigueira geändert, da es im Bundesstaat Bahia eine weitere Ortschaft mit dem Namen Queimadas gab.

## Geschichte

### Besiedlung
Um 1900 ließen sich Adolfo Alves de Souza, Domiciano Cordeiro dos Santos und Marcílio Rodrigues de Almeida, die aus der Gemeinde Castro (Paraná) gute 150 km südöstlich von Ortigueira stammten, mit einer Karawane von Landsleuten auf einem Hügel namens Monjolinho nieder und gründeten dort ein kleines Dorf, das damals zur Gemeinde Tibagi gehörte.
In der Region befand sich auf einer Fläche von etwa 300 alqueires (7 km²) ein dichtes, trockenes Gestrüpp, das von den Pionieren verbrannt wurde. Seitdem ist der Platz unter dem Namen Queimadas bekannt. Aufgrund der üppigen und fruchtbaren Böden kamen weitere Menschen in die neue Siedlung, wie Isidoro da Rocha Pinto, Manoel Teixeira Guimarães, Salvador Donato und Francisco Barbosa de Macedo.

### Erhebung zum Munizip
Ortigueira wurde durch das Staatsgesetz Nr. 790 vom 14. November 1951 in den Rang eines Munizips erhoben und am 14. Dezember 1952 als Munizip installiert.

## Geografie

### Fläche und Lage
Ortigueira liegt auf dem Terceiro Planalto Paranaense (der Dritten oder Guarapuava-Hochebene von Paraná) auf 24° 12′ 28″ südlicher Breite und 50° 56′ 56″ westlicher Länge. Es hat eine Fläche von 2430 km². Es liegt auf einer Höhe von 785 Metern.

### Geologie und Böden
In der Gemeinde überwiegen die Gesteine der geologischen Formationen Teresina und Rio do Rasto (mehr als 60 % des Territoriums), die sich nordwestlich des Gemeindesitzes befinden. Südöstlich des Gemeindesitzes kommen auch die Formationen Serra Alta, Irati, Palermo, Rio Bonito und Itararé vor, die alle in einem auffälligen Streifen in nordöstlicher Richtung angeordnet sind.

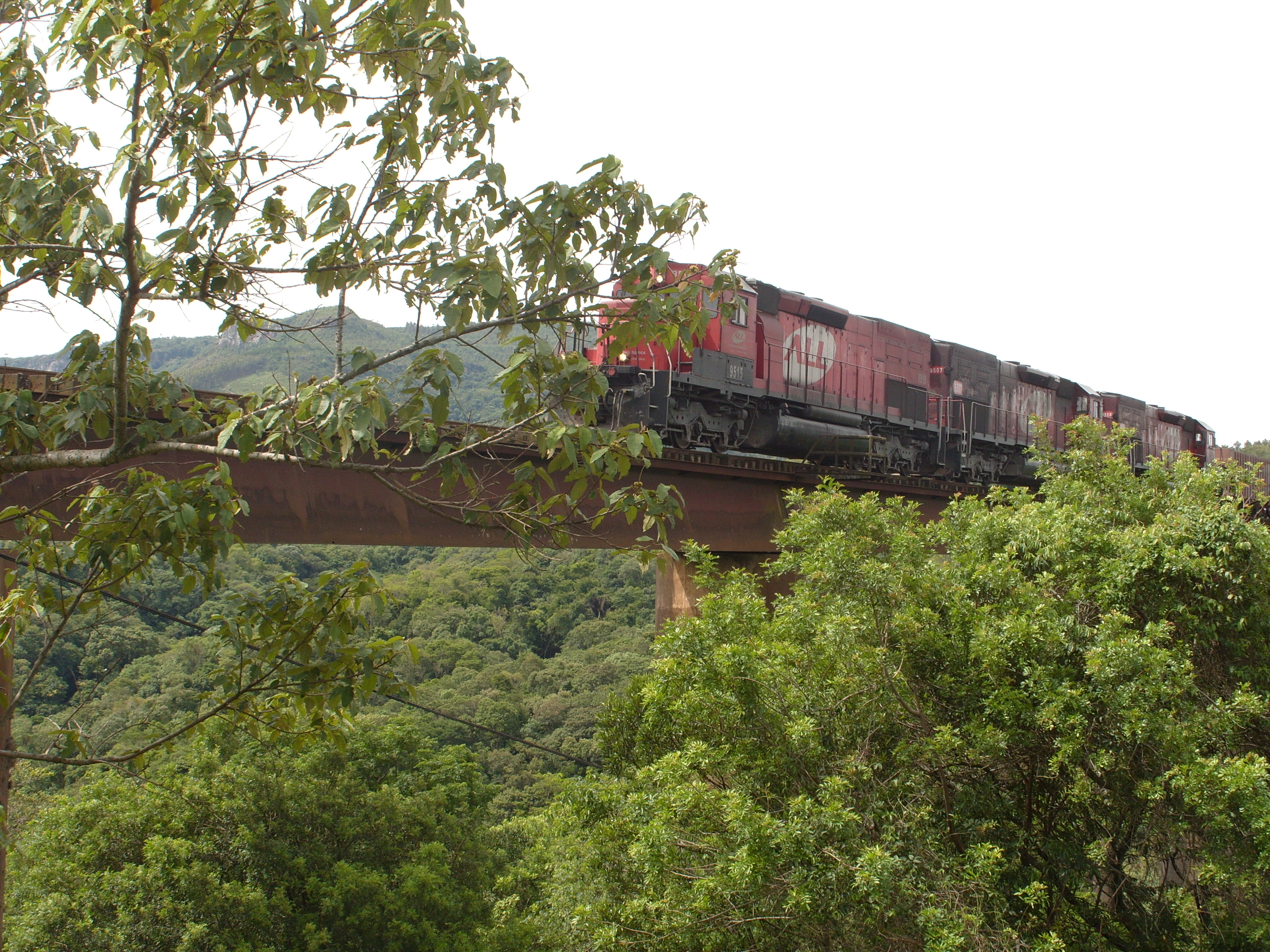
Zug der Estrada de Ferro Central do Paraná in der Serra do Cadeado

In der Gemeinde liegt in der Serra do Cadeado das Übergangsgebiet von der zweiten zur dritten Hochebene von Paraná. Es gilt als eines der Gebiete mit der am besten erhaltenen Vegetation, da das zerklüftete Gelände die Nutzung des Bodens für Ackerbau und Viehzucht erschwert.

### Vegetation
Das Biom von Ortigueira ist Mata Atlântica. Die Serra do Cadeado gilt als eines der Gebiete mit der am besten erhaltenen Vegetation, da das zerklüftete Gelände die Nutzung des Bodens für Ackerbau und Viehzucht erschwert.

### Klima
In Ortigueira herrscht warm und gemäßigtes Klima. Die meiste Zeit im Jahr ist mit erheblichem Niederschlag zu rechnen. Selbst im trockensten Monat fällt eine Menge Regen. Die Klimaklassifikation nach Köppen und Geiger lautet Cfb. Es herrscht im Jahresdurchschnitt eine Temperatur von 18,8 °C. Innerhalb eines Jahres gibt es 1569 mm Niederschlag.

### Gewässer
Ortigueira liegt im Einzugsgebiet des Tibají. An der nördlichen Grenze fließt der Rio Apucarana, an der westlichen Grenze der Rio Alonso und an der südlichen Grenze der Rio Imbauzinho zum Tibaji. Weitere Flüsse sind Rio do Tigre, Ribeirão Barra Grande und Rio Rosário.

### Straßen
Ortigueira liegt an der Rodovia do Café (BR-376) von Ponta Grossa nach Apucarana und an der BR-340, die Ortigueira mit Telémaco Borba verbindet.

### Eisenbahn
Die Gemeinde wird von der Estrada de Ferro Central do Paraná durchschnitten, die Apucarana mit Ponta Grossa verbindet. Außerdem gibt es eine 23,5 km lange Eisenbahn-Nebenstrecke, die 2016 in Betrieb genommen wurde und den Zugang zum Fracht- und Exportterminal der Papier- und Zellstofffabrik der Klabin S.A. im Ortsteil Campina dos Pupos ermöglicht. Die Bahn wurde 1975 eingeweiht und ist Teil des Eisenbahnnetzes von Paraná, dessen Hauptziel der Hafen von Paranaguá ist.

### Nachbarmunizipien
| Faxinal und Mauá da Serra        | Tamarana und São Jerônimo da Serra          | Curiúva und Sapopema     |
| Rosário do Ivaí und Grandes Rios | Kompassrose, die auf Nachbargemeinden zeigt |                          |
|                                  | Reserva                                     | Imbaú und Telêmaco Borba |

## Stadtverwaltung
Bürgermeister: Ary Mattos, DEM (2021–2024)
Vizebürgermeister: Gilson Vinutti, REP (2021–2024)

## Demografie

### Bevölkerungsentwicklung
| Jahr | Einwohner | Stadt | Land |
| ---- | --------- | ----- | ---- |
| 1960 | 17.678    | 12 %  | 88 % |
| 1970 | 36.689    | 5 %   | 95 % |
| 1980 | 50.099    | 9 %   | 91 % |
| 1991 | 27.504    | 20 %  | 80 % |
| 2000 | 25.216    | 33 %  | 67 % |
| 2010 | 23.380    | 41 %  | 59 % |
| 2022 | 24.192    |       |      |

Quelle: IBGE (2011) und Volkszählung 2022

### Ethnische Zusammensetzung
| Gruppe *    | 1991    | 2000    | 2010    | wer sich als …                                                                   |
| ----------- | ------- | ------- | ------- | -------------------------------------------------------------------------------- |
| Weiße       | 77,4 %  | 77,1 %  | 74,8 %  | weiß bezeichnet                                                                  |
| Schwarze    | 3,3 %   | 2,4 %   | 2,5 %   | schwarz bezeichnet                                                               |
| Gelbe       | 0,0 %   | 0,0 %   | 0,7 %   | von fernöstlicher Herkunft wie japanisch, chinesisch, koreanisch etc. bezeichnet |
| Braune      | 18,4 %  | 17,9 %  | 19,5 %  | braun oder als Mischung aus mehreren Gruppen bezeichnet                          |
| Indigene    | 0,9 %   | 2,1 %   | 2,4 %   | Ureinwohner oder Indio bezeichnet                                                |
| ohne Angabe | 0,0 %   | 0,5 %   | 0,0 %   |                                                                                  |
| Gesamt      | 100,0 % | 100,0 % | 100,0 % |                                                                                  |

*) Das IBGE verwendet für Volkszählungen ausschließlich diese fünf Gruppen. Es verzichtet bewusst auf Erläuterungen. Die Zugehörigkeit wird vom Einwohner selbst festgelegt.
Quelle: IBGE (Stand: 1991, 2000 und 2010)

### Religionen
In Ortigueira sind mehrere, im Wesentlichen christliche Religionen vertreten. Die größte christliche Gemeinschaft ist römisch-katholisch. 1916 brachte Manoel Teixeira de Guimarães aus Rio de Janeiro ein Bild von Sankt Sebastian mit, dem er sehr zugetan war. Im Jahr 1918 wurde die erste Kapelle der Gemeinde gebaut. Im April 1969 wurde die Pfarrkirche São Sebastião, die heutige Mutterkirche, errichtet. Diese wurde der Kongregation der Cavanis-Patres in Brasilien anvertraut. Der Bau des Gemeindehauses geht auf die 1970er Jahre zurück, unter der Verantwortung des Baumeisters Arthur Zanon. In der Pfarrkirche steht eine zwei Meter hohe Statue von Sankt Sebastian, dem Schutzpatron von Ortigueira, auf einem Sockel von 2,70 Metern.

## Wirtschaft

### Landwirtschaft
Die Wirtschaft der Gemeinde stützt sich auf die Landwirtschaft und die Erbringung von Dienstleistungen. In der Vergangenheit war der Bergbau der wichtigste lokale Wirtschaftszweig. Der Bergbau wurde jedoch durch Landwirtschaft, Viehzucht und Bienenzucht ersetzt. Die Gemeinde hat derzeit den größten Rinderbestand in Paraná.

### Papier- und Zellstoffproduktion
In jüngerer Zeit, in den 2010er Jahren, begann der Industriesektor in Ortigueira zu arbeiten. Der Industriekomplex der Unidade Puma da Klabin S.A. in Campina dos Pupos, einem ländlichen Gebiet der Gemeinde, veränderte das sozioökonomische Profil der Gemeinde, zog Investitionen in die Infrastruktur und neue Unternehmen an und sorgte für Wohlstand und Steuereinnahmen.
Die Gemeinde Ortigueira verfügte 2018 über eine Fläche von 93.800 Hektar für die Holzproduktion. Die meisten Waldflächen sind im Besitz von Klabin.

### Fremdenverkehr
Die Erschließung der Gemeinde für touristische Zwecke hat sich erst in den 2010er Jahren entwickelt. Attraktionen sind Flüsse und Wasserfälle, Höhlen sowie der See des Wasserkraftwerks Governador Jayme Canet Júnior. Flüsse wie der Tibagi und der Barra Grande sind stark frequentiert. Weitere bekannte Orte sind der Wasserfall Véu da Noiva, der Salto Dito Gardiano, die Serra Pelada, die Serra do Mulato und die Pedra Branca. In der Gemeinde gibt es 17 katalogisierte Wasserfälle, und die umliegenden Berge sind ideal für Sportarten wie Bergsteigen, Abseilen, Freiflug und Gleitschirmfliegen.